# Conioscinella incipiens
Conioscinella incipiens är en tvåvingeart som först beskrevs av Samuel Wendell Williston  1896.  Conioscinella incipiens ingår i släktet Conioscinella och familjen fritflugor. Inga underarter finns listade i Catalogue of Life.